# Бондарь, Николай Семёнович
Никола́й Семёнович Бо́ндарь (род. 18 октября 1950) — судья Конституционного суда Российской Федерации в отставке. Доктор юридических наук (1996), профессор.

## Биография
Родился 18 октября 1950 года в селе Голубовка Кременского района Ворошиловградской (Луганской) области.
В 1973 окончил Ростовский государственный университет (юридический факультет).
В 1973—1975 — следователь военной прокуратуры Псковского гарнизона Ленинградского военного округа.
В 1975—1978 — учится в аспирантуре Ростовского госуниверситета.
В 1978—1987 — преподаватель, старший преподаватель, доцент, заместитель декана юридического факультета РГУ.
С октября 1987 — заведующий кафедрой муниципального права и управления юридического факультета РГУ.
В 1997—2000 — директор института права и управления РГУ.
С 16 февраля 2000 по 31 октября 2020 — судья Конституционного суда Российской Федерации.
В 1979 году защитил кандидатскую диссертацию в Ленинградском госуниверситете, в 1996 году — докторскую. Доктор юридических наук, профессор. Заслуженный юрист Российской Федерации (2006). Заслуженный деятель науки Российской Федерации (2008). Награждён медалью «За заслуги перед Отечеством» II степени (1999), Почётной грамотой Президента РФ (2008), орденом Почёта (2011).
Автор более 250 научных публикаций, включая монографии, учебники по конституционному, муниципальному праву, теории и практике развития правовой государственности. Член редколлегий 6 научных журналов. Совмещает работу в КС РФ с научно-преподавательской деятельностью: зав. кафедрой муниципального права и управления Южный федеральный университет (ЮФУ), председатель диссертационного совета по юридическим наукам в ЮФУ, профессор кафедры государственного и административного права Санкт-Петербургского госуниверситета.
Член экспертного совета по праву Высшей аттестационной комиссии Минобрнауки России.